# Normalität (kommutative Algebra)
Im mathematischen Teilgebiet der Algebra heißt ein Integritätsbereich {\displaystyle A} normal, wenn er ganzabgeschlossen in seinem Quotientenkörper ist. Das heißt: Ist {\displaystyle \alpha \in \mathrm {Quot} (A)} und {\displaystyle \alpha } ganz über {\displaystyle A}, so ist bereits {\displaystyle \alpha \in A}. Allgemein heißt ein beliebiger kommutativer Ring normal, wenn alle seine lokalen Ringe normale Integritätsbereiche sind. Für Integritätsbereiche stimmen die beiden Definitionen überein.
Dieser Artikel beschäftigt sich mit kommutativer Algebra. Insbesondere sind alle betrachteten Ringe kommutativ und haben ein Einselement. Für weitere Details siehe Kommutative Algebra.

## Eigenschaften
- Jeder faktorielle Ring ist normal.
- Jeder reguläre Ring ist normal.
- Lokalisierungen normaler Ringe sind wieder normal.

Wird vorausgesetzt, dass der Ring noethersch ist, so gilt:
- Ein normaler Ring ist ein endliches Produkt normaler Integritätsbereiche.
- Ein normaler Integritätsbereich ist der Schnitt seiner Lokalisierungen an Primidealen der Höhe 1:

{\displaystyle A=\bigcap _{\operatorname {ht} {\mathfrak {p}}=1}A_{\mathfrak {p}}.}
- Die Lokalisierungen an Primidealen der Höhe 1 sind diskrete Bewertungsringe.

## Beispiele
- Der Ring {\displaystyle \mathbb {Z} } der ganzen Zahlen ist normal.
- Der Ring {\displaystyle \mathbb {Z} [i]=\{a+bi|a,b\in \mathbb {Z} \}} mit {\displaystyle i^{2}=-1} der ganzen Gaußschen Zahlen ist ebenfalls normal.
- Der Ring {\displaystyle A:=\mathbb {Z} [di]} für {\displaystyle d>1} ist nicht normal, weil i im Quotientenkörper von A liegt und ganz über A ist, aber nicht in A liegt.

## Serresches Normalitätskriterium
Ein noetherscher Ring ist genau dann normal, wenn die Bedingungen R1 und S2 erfüllt sind.
Die Regularitätsbedingung Rk für eine ganze Zahl {\displaystyle k\geq 0} besagt, dass die Lokalisierungen an Primidealen der Höhe {\displaystyle \leq k} regulär sind. R1 bedeutet für einen noetherschen Integritätsbereich lediglich, dass die Lokalisierungen an Primidealen der Höhe 1 diskrete Bewertungsringe sind; für beliebige noethersche Ringe ist noch Reduziertheit, d. h. die Abwesenheit nichttrivialer nilpotenter Elemente, erforderlich.
Die Serre-Bedingung Sk für eine natürliche Zahl {\displaystyle k\geq 1} besagt, dass die Tiefe jedes lokalen Ringes größer oder gleich dem Minimum aus seiner Dimension und {\displaystyle k} ist, in Formeln
{\displaystyle \operatorname {tf} A_{\mathfrak {p}}\geq \min\{k,\dim A_{\mathfrak {p}}\}.}
Die Kombination aus R1 und S2 kann auch wie folgt zusammengefasst werden:
- Für Primideale der Höhe {\displaystyle \leq 1} ist der lokale Ring regulär, d. h. ein Körper oder ein diskreter Bewertungsring.
- Für Primideale der Höhe {\displaystyle \geq 2} ist die Tiefe des lokalen Ringes mindestens 2.

Insbesondere gilt also: Ein eindimensionaler noetherscher Integritätsbereich ist genau dann normal, wenn die Lokalisierungen an den maximalen Idealen diskrete Bewertungsringe sind. Derartige Ringe heißen Dedekindringe.

## Anwendungen
In der algebraischen Geometrie wird ein Schema {\displaystyle X} als normal bezeichnet, wenn alle lokalen Ringe {\displaystyle {\mathcal {O}}_{X,x}} normal sind.
Ist {\displaystyle X} ein beliebiges integres Schema und {\displaystyle K(X)} der zugehörige Funktionenkörper, dann kann ein weiteres Schema {\displaystyle X^{norm}\rightarrow X}, die Normalisierung von {\displaystyle X}, wie folgt konstruiert werden: Ist {\displaystyle U\subset X} eine offene, affine Teilmenge, also das Spektrums eines Rings {\displaystyle R}, dann bilde den ganzen Abschluss {\displaystyle {\tilde {R}}} von {\displaystyle R} in {\displaystyle K(X)}. Die Spektren der Ringe {\displaystyle {\tilde {R}}} lassen sich zu einem Schema {\displaystyle X^{norm}} verkleben. Der Morphismus {\displaystyle X^{norm}\rightarrow X} wird dabei induziert von den Inklusionen {\displaystyle R\rightarrow {\tilde {R}}}. Die so erhaltene Normalisierung hat die Eigenschaft, regulär in Kodimension 1 zu sein. Ist {\displaystyle X} also eine Kurve, so besitzt {\displaystyle X^{norm}} keine Singularitäten. (Unter milden Bedingungen ist {\displaystyle X^{norm}\rightarrow X} eine Auflösung der Singularitäten im Sinne der algebraischen Geometrie.)